# Megasema molisana
Megasema molisana là một loài bướm đêm trong họ Noctuidae.